# Sam Lawn
Samuel „Sam“ James Lawn (* 29. Mai 1906 in Adelaide, South Australia; † 25. Mai 1971) war ein australischer Politiker der Labor Party, der unter anderem zwischen 1950 und 1971 Mitglied des South Australian House of Assembly sowie von 1965 bis 1968 und erneut zwischen 1970 und 1971 Vorsitzender der Ausschüsse und dadurch stellvertretender Sprecher des House of Assembly war.

## Leben
Samuel „Sam“ James Lawn wurde für die Labor Party bei der Wahl am 4. Mai 1950 als Nachfolger seines Parteifreundes Herbert George im Wahlkreis Adelaide erstmals zum Mitglied des South Australian House of Assembly gewählt, des Unterhauses des Parlaments von South Australia. Er vertrat diesen Wahlkreis bis zu seinem Tode am 25. Mai 1971, woraufhin sein Parteifreund Jack Wright am 3. Juli 1971 die Nachwahl (By-election) in diesem Wahlkreis gewann. Während seiner Parlamentszugehörigkeit war er zwischen dem 14. Mai 1959 und dem 2. November 1971 Mitglied des Parlamentarischen Ausschusses für Landbesiedlung (Parliamentary Committee on Land Settlement). Zugleich übernahm er 1960 die Funktion als Opposition Whip und war damit bis 1965 Parlamentarischer Geschäftsführer der oppositionellen Labor-Fraktion im House of Assembly.
1965 übernahm Lawn als Nachfolger von Berthold Teusner von der Liberal and Country League als Deputy Speaker and Chairman of Committees die Posten als stellvertretender Sprecher und Vorsitzender der Ausschüsse der Legislativversammlung. Er bekleidete diese Ämter bis zum 1968, woraufhin Berthold Teusner auch sein Nachfolger wurde. Daraufhin war er zwischen dem 11. April 1968 und dem 14. Juli 1970 abermals Mitglied des Parlamentarischen Ausschusses für Landbesiedlung.
Zuletzt wurde Sam Lawn 1970 als Nachfolger von Bert Teusner noch einmal Deputy Speaker and Chairman of Committees und hatte diese Ämter nunmehr bis zu seinem Tode am 25. Mai 1971 inne, woraufhin sein Parteifreund John Ryan stellvertretender Sprecher und Vorsitzender der Ausschüsse wurde.

## Hintergrundliteratur
- Parliament of South Australia: Statistical Record of the Legislature 1836–2007 (Memento vom 11. März 2019 im Internet Archive)

## Weblink
- Mr Samuel Lawn. In: Parlament von South Australia. Abgerufen am 11. April 2024 (englisch).